# Cat Run
Cat Run ist eine US-amerikanische Action-Komödie aus dem Jahr 2011 von Regisseur John Stockwell. Cat Run 2 ist 2014 in den Vereinigten Staaten auf DVD erscheinen.
Alternative Titel des Films sind Roadkill und Sexy. Silly? Slayer!

## Handlung
Die andorranische Prostituierte und alleinerziehende Mutter Catalina „Cat“ Rona wird beauftragt, in Montenegro an einer Orgie für mächtige Männer, darunter auch den US-Senator William Krebb, teilzunehmen. Als der Senator während des Liebesakts eine der Frauen tötet, wird der Befehl erteilt, die anderen Anwesenden zu töten, um keine Zeugen zu hinterlassen. Cat kann jedoch mit einer Festplatte der Überwachungskamera entkommen. Es folgt eine offizielle Fahndung nach Cat, die mit falschen Anschuldigungen belastet wurde, und die rücksichtslose Auftragsmörderin Helen Bingham wird angeheuert, um die Festplatte zu beschaffen und Cat zu töten. Unterdessen beschließen die Amerikaner Julian Simms und Anthony Hester, eine Detektivagentur zu eröffnen. Als sie in der Zeitung lesen, dass Cat von der Polizei gesucht wird, beschließen sie, sie aufzuspüren, und erwarten eine Belohnung. Dabei kommen sie jedoch Helen  in die Quere und beschließen folglich, Cat vor der Mörderin zu schützen. Als Helen von den Leuten, die sie angestellt haben, verraten wird, beschließt sie, Anthony, Julian und Cat zu helfen, ihre Freiheit wieder zu erlangen.

## Kritiken
„CAT RUN ist zwar kein KISS, KISS, BANG, BANG, aber immer noch ein gut geölter, cooler Katz-und-Maus-Reißer, dessen einziges (schweres) Verbrechen darin besteht, daß er weiß, daß er cool ist, und deswegen einmal zu oft wissend in die Kamera zwinkert. Damit können wir leben.“

„Völlig abgedrehter Detektivspaß mit einer überraschend hohen Brutalität und witzigem Humor – leider will der allerdings nicht bei jedem Zuschauer zünden.“

„Gewalttätige Mischung aus Actionkomödie und Thriller, die neben einigen dichten Momenten allzu viel längst Vertrautes bietet.“

„Sex, Blut und coole Sprüche – „Cat Run“ ist der ideale Actionfilm für einen gelungenen Männerabend. Da kann man über ein paar Storyschwächen und fehlende Innovationen hinwegsehen. Eine Hommage an die 70er Jahre Exploitationfilme.“